# الحركة البديلة للدفاع عن الحريات الفردية في المغرب
الحركة البديلة للدفاع عن الحريات الفردية في المغرب (مالي) (بالفرنسية: Le Mouvement alternatif pour les libertés individuelles (MALI))‏ حركة عالمية نسوية علمانية أُنشئت لأول مرة في المغرب في عام 2009، كمجموعة على الشبكة الاجتماعية فيس بوك، للكفاح من أجل الحريات الفردية في المملكة المغربية، بالمعنى الواسع.
أسست هذه الجماعة المغربية من طرف مجموعة من الناشطين الشباب في مجال حقوق الإنسان، بما في ذلك زينب الغزوي وابتسام لشكر، وتدافع عن حرية الضمير والدين، والتوجه الجنسي وبشكل أعم إقامة دولة علمانية في المغرب، وطُرحت هذه الأهداف في الصحافة في تاريخ الاحتفال بيوم المرأة العالمي تحت عنوان «أيّتها الدولة! أنت تغتصبيننا».
كما تدعو المجموعة بالخصوص لإلغاء المادة 222 من القانون الجنائي المغربي والذي يُعاقب بالسجن لمدة ستة أشهر وبغرامة من 200-500 درهم أي شخص «عُرف باعتناق الدين الإسلامي، وتجاهر بالإفطار في نهار رمضان، في مكان عمومي، دون عذر شرعي». · 